# ソウル・トレイン (テレビ番組)
『ソウル・トレイン』 (英: Soul Train) は、1971年から2006年までアメリカ合衆国で放送されたソウル、ダンス音楽番組である。
毎回変わる豪華アーティストと、そのライブ演奏に合わせてソウルトレイン・ダンサーが踊るコーナーが人気を博し、そのダンサーの中からは80年代の人気グループシャラマーも誕生した。
1971年10月2日から2006年3月25日までの35年間放送され、アメリカでもっとも長く放送された番組としても知られている。

## 概要

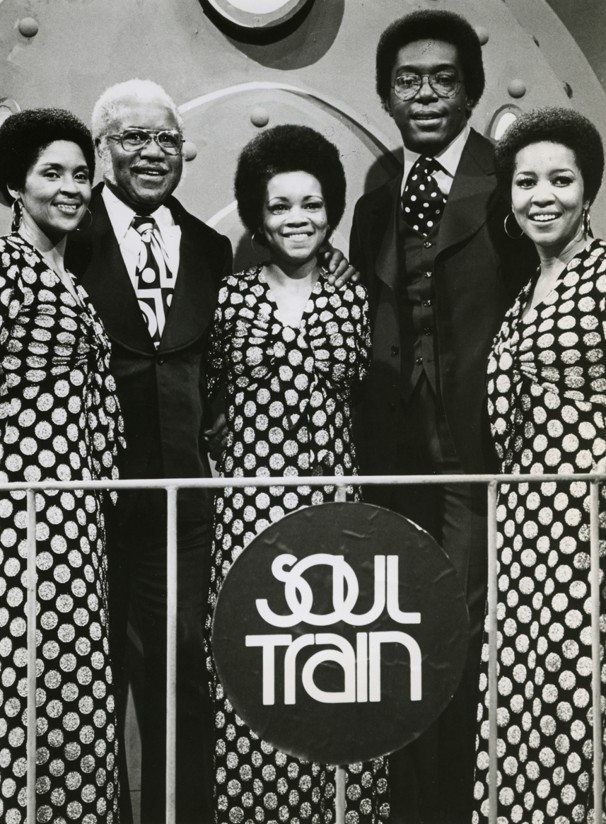
ザ・ステイプル・シンガーズとドン・コーネリアス（右）

ソウルトレインの起源は1965年、シカゴのテレビ局WCIU-TVが放送した2つの若者向けのダンス番組を放送開始したことであり、アフリカ系アメリカ人のアーティストが出演する番組で、当時DJを務めたドン・コーネリアスが1971年10月2日、ソウル・トレインを放送開始した。以来アメリカン・バンドスタンド (ABC) と並ぶアメリカの二大音楽番組に成長した。最初期のソウル・トレインにはジェリー・バトラーとシャイ・ライツ、エモーションズが出演した。また白人のエルトン・ジョン、デヴィッド・ボウイらが出演したこともある。日本ではテレビ東京枠で放映された。番組は2006年に終了、初代司会者のドン・コーネリアスは、2012年に拳銃自殺で惜しくも他界している。